# Ästig-Leinblatt
Das Ästig-Leinblatt (Thesium ramosum Hayne), auch Ästiges Leinblatt genannt, ist eine Pflanzenart innerhalb der Familie der Sandelholzgewächse (Santalaceae).

## Beschreibung

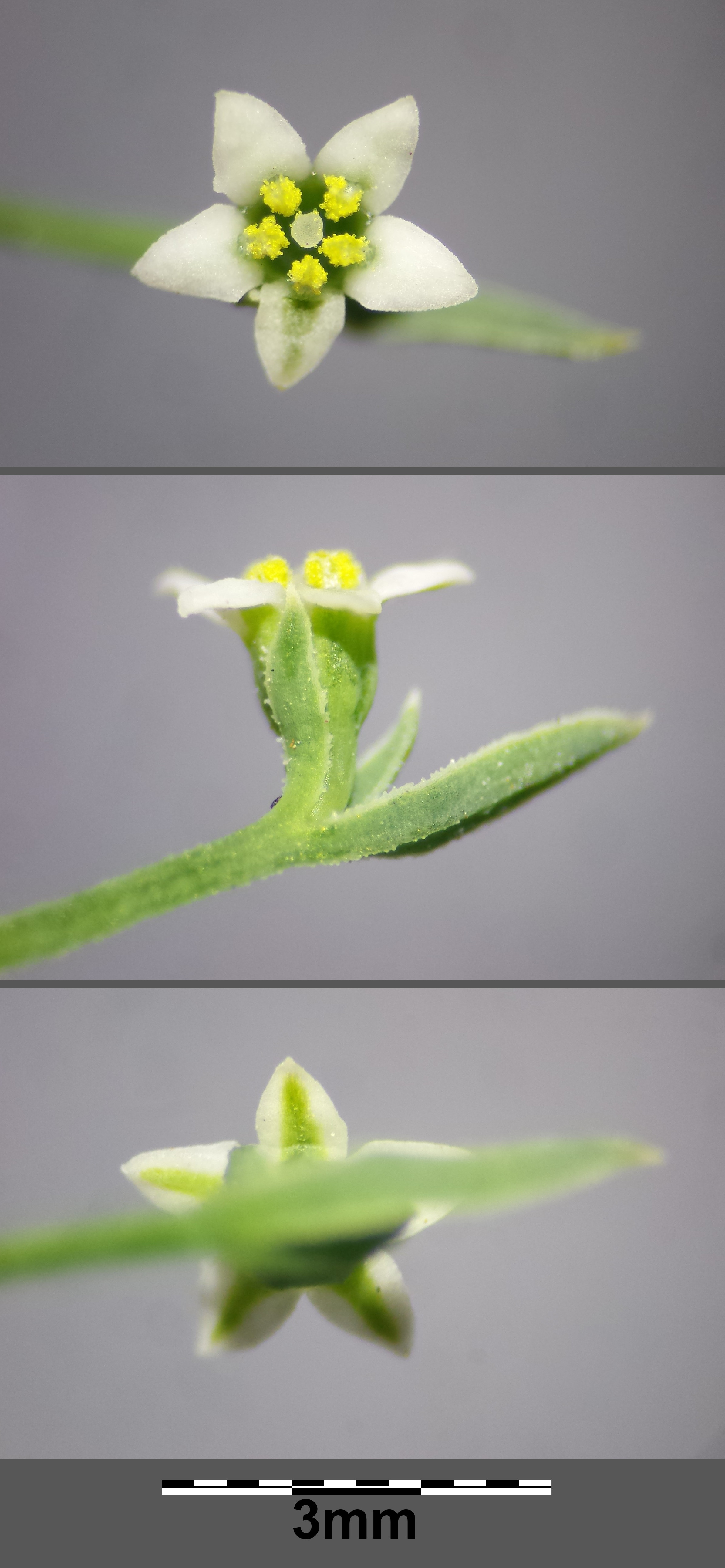
Blüte mit 5 Perigon- und 3 Hochblättern

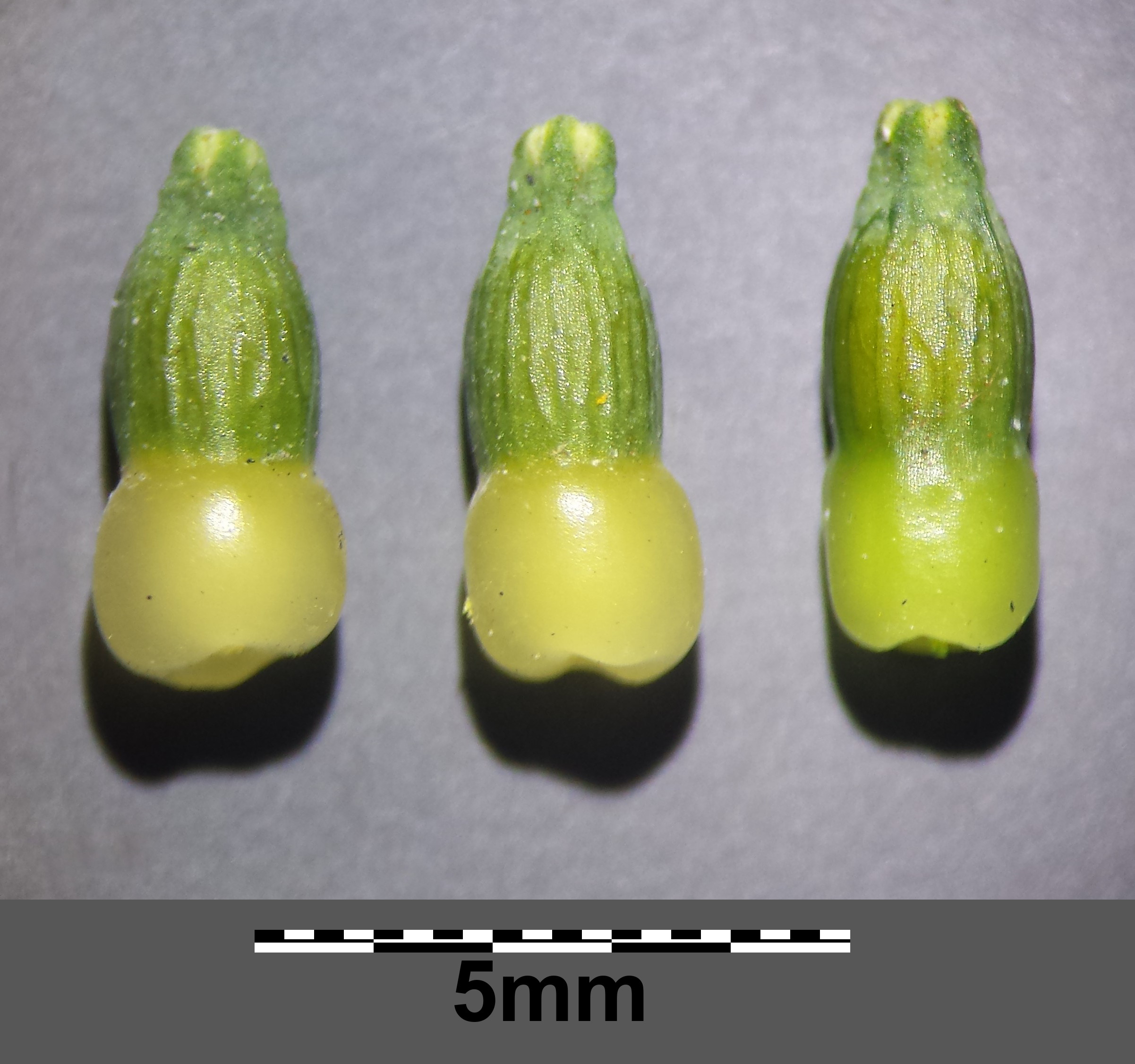
Früchte mit oben eingerolltem Periogon und Elaiosom am unteren Ende

### Vegetative Merkmale
Das Ästig-Leinblatt ist eine ausdauernde krautige Pflanze, die Wuchshöhen von meist 15 bis 25 Zentimeter erreicht. Die linealischen bis linealisch-lanzettlichen, einfachen, ungeteilten und ganzrandigen Laubblätter sind wechselständig angeordnet und weisen einen und in selteneren Fällen drei Blattadern auf.

### Generative Merkmale
Die Blühzeit des Ästig-Leinblatts reicht in Mitteleuropa von Mai bis August. Der Blütenstand ist eine Traube. Der 5 bis 15 Millimeter lange Blütenstiel besitzt an seinem oberen Ende, direkt unterhalb der Blüte, drei Hochblätter: ein Deckblatt, dessen Stiel mit dem Blütenstiel rekauleszent verwachsen ist, und seitlich zwei deutlich kürzere Vorblätter. Die freie Spreite des Deckblatts ist ungefähr so lang wie der Blüten- bzw. Deckblattstiel.
Die zwittrigen Blüten weisen ein verwachsenblättriges, radiärsymmetrisches Perigon mit einem Durchmesser von 3 bis 4 Millimeter auf, das fünf, manchmal nur vier, innen weiß und außen grün gefärbte Zipfel aufweist. Zur Fruchtzeit rollen sich die Perigonzipfel bis auf den Grund ein. Die Blüte weist vier bis fünf Staubblätter und einen unterständigen Fruchtknoten mit einem Griffel auf. Die längsnervigen Früchte sind ungefähr 1,25 bis 5 Millimeter lang. Das eingerollte Perigon weist ungefähr ein Viertel der Fruchtlänge auf.

## Ökologie
Beim Ästig-Leinblatt handelt es sich um einen Hemikryptophyten. Die Art ist ein Halbschmarotzer: die Wurzeln des Leinblatts zapfen mittels Saugnäpfen (Haustorien) die Wurzeln von Wirtspflanzen an und entziehen diesen Nährstoffe.

## Vorkommen und Gefährdung
Das Ästig-Leinblatt tritt in Europa in Ostmittel- und Osteuropa auf. Im deutschsprachigen Raum ist die Art nur in Österreich indigen.
In Österreich tritt das Ästig-Leinblatt in der Pannonischen Florenprovinz zerstreut bis selten, sonst sehr selten auf Trockenrasen und Brachäckern in der collinen Höhenstufe auf. Die Vorkommen beschränken sich auf die Bundesländer Wien, Niederösterreich, das Burgenland und Oberösterreich (letzteres nur unbeständig). Die Art gilt als gefährdet.

## Taxonomie
Die gültige Erstveröffentlichung erfolgte 1800 unter dem Namen Thesium ramosum durch Friedrich Gottlob Hayne in J. Bot. (Schrader) 1, S. 30. Ein Synonym für Thesium ramosum Hayne ist Thesium arvense Horv. nom. illeg.